# Direito internacional do trabalho
Direito internacional do trabalho é um conjunto de normas que abrangem o direito internacional público e privado o qual diz respeito a direitos e deveres de empregados, empregadores, sindicatos e governos na regulamentação do trabalho. A Organização Internacional do Trabalho e a Organização Mundial do Comércio têm sido os principais órgãos internacionais envolvidos na reforma dos mercados de trabalho. O Fundo Monetário Internacional e o Banco Mundial têm, indiretamente, impulsionado mudanças na política laboral, exigindo condições de ajuste estrutural para que um país receba empréstimos ou subsídios. As questões de direito internacional privado surgem, determinadas pelos tribunais nacionais, quando as pessoas trabalham em mais de um país e os órgãos supra-nacionais, particularmente no direito da União Europeia, tem um conjunto crescente de regras relativas aos direitos trabalhistas.

## História
Desde a revolução industrial, o movimento trabalhista tem se preocupado de como a globalização econômica enfraqueceria o poder de negociação do trabalhador, pois seus empregadores poderiam se mudar para contratar trabalhadores no exterior sem a proteção das normas trabalhistas em seu local de origem. No Quarto Congresso Internacional Anual em 1869, foi resolvido da seguinte forma:
| “ | a extensão do princípio do livre comércio, que induz entre as nações a tal concorrência no qual o interesse do trabalhador pode ser perdido e sacrificado na corrida internacional feroz entre capitalistas, exige que tais [sindicatos] ainda se estendam e sejam internacionais. | ” |

## Organização Internacional Do Trabalho
Após a Primeira Guerra Mundial, o Tratado de Versalhes continha a primeira constituição de uma nova Organização Internacional do Trabalho , fundada no princípio de que "o trabalho não é uma mercadoria", e pela razão de que "a paz pode ser estabelecida somente se for com base na justiça social". O principal papel da OIT tem sido a de coordenar os princípios internacionais de direito do trabalho através da emissão de convenções, que codificam as leis trabalhistas em todas as matérias. Os membros da OIT podem voluntariamente adotar e ratificar as convenções mediante a promulgação delas em sua legislação nacional. Por exemplo, a primeira Convenção de Horas de Trabalho (Indústria) de 1919 que exigia uma jornada máxima semanal de 48 horas, foi ratificado por 52 dos 185 estados-membros. O Reino Unido, em última análise, se recusou a ratificar a convenção, assim como muitos membros atuais da União Europeia, embora a Diretiva do Tempo de Trabalho adote seus princípios, sujeito à exclusão de alguns indivíduos. A presente constituição da OIT vem da Declaração de Filadélfia de 1944 e a Declaração sobre os Princípios e Direitos Fundamentais no Trabalho, de 1998 que classificou oito convenções como fundamentais. Juntos, estas exigem liberdade para se juntar a um sindicato, negociar coletivamente e tomar decisões (Convenções Nº 87 e 98) a abolição do trabalho forçado (29 e 105), a abolição do trabalho por crianças antes do final da escolaridade obrigatória (138 e 182) e a não discriminação no trabalho (Nºs 100 e 111). O cumprimento das convenções fundamentais é obrigatório pelo fato da adesão, mesmo que o país não tenha ratificado a convenção em questão. Para garantir o cumprimento, a OIT se limita a reunir provas e informar sobre o progresso dos Estados membros, de modo que a publicidade dê pressão pública e internacional para reformar as leis. Relatórios globais sobre as normas fundamentais são produzidas anualmente, enquanto os relatórios individuais sobre os países que ratificaram outras convenções são compilados numa base bi-anual ou até de forma menos frequente.

## Organização Mundial Do Comércio

Como uma das únicas organizações internacionais que podem aplicar sanções comerciais, a OMC tem sido alvo de clamores de advogados trabalhistas para incorporar os padrões globais da Organização Internacional do Trabalho.

Devido ao fato de os mecanismos de aplicação e sanção da OIT são fracos, há uma discussão significativa sobre a incorporação dos padrões trabalhistas na operação da Organização Mundial do Comércio, desde a sua formação em 1994. A OMC supervisiona, principalmente, o Acordo Geral sobre Tarifas e Comércio, que é um tratado destinado a reduzir taxas alfandegárias, tarifas e outros obstáculos à importação e exportação gratuita de bens, serviços e capital entre seus 157 países membros. Ao contrário da OIT, se as regras do comércio da OMC são violadas, os Estados-Membros que garantirem uma decisão pelo procedimento de solução de controvérsias (eficácia de um processo judicial) poderão retaliar através de sanções comerciais. Isso poderia incluir a reimportação de tarifas direcionadas contra o país não compatível. Os defensores de uma abordagem integrada clamam por uma "cláusula social" que deve ser inserido nos acordos do GATT, por exemplo, alterando o artigo XX, que dá uma exceção às regras gerais de redução da barreira comercial que permitem a imposição de sanções por violação de direitos humanos. Uma referência explícita às normas trabalhistas fundamentais poderia permitir uma ação em que um Estado membro da OMC encontre infrações aos padrões da OIT. Os opositores argumentam que essa abordagem poderia prejudicar os direitos trabalhistas, pois as indústrias de um país e, portanto, sua força de trabalho, são necessariamente prejudicadas, mas sem qualquer garantia de que a reforma trabalhista ocorreria. Além disso, foi discutido na Declaração Ministerial de Singapura de 1996 que "a vantagem comparativa dos países, particularmente países em desenvolvimento com pouca idade, não devem de modo algum ser postos em causa." Por conseguinte, argumenta-se que os países deveriam poder aproveitar os baixos salários e as condições precárias no trabalho como uma vantagem comparativa para aumentar suas exportações. Da mesma forma, é controverso que as empresas mudarão a produção de países de maior salário, como o Reino Unido, para países de salários baixos, porque essa escolha depende principalmente de
produtividade dos trabalhadores. A visão de muitos advogados e economistas trabalhistas continua sendo que mais comércio, no contexto do poder de negociação mais fraco e da mobilidade dos trabalhadores ainda permite que as empresas aproveitem oportunamente os trabalhadores movendo a produção e que uma abordagem multilateral coordenada com medidas específicas contra exportações específicas seja preferível. Enquanto a OMC tem ainda a incorporar os direitos trabalhistas em seus procedimentos para a resolução de litígios, muitos países começaram a fazer acordos bilaterais para proteção das normas fundamentais de trabalho. Além disso, nas regulamentações tarifárias domésticas ainda não tocadas pelos acordos da OMC, os países deram preferência a outros países que respeitam os direitos fundamentais do trabalho, por exemplo, nos termos do Regulamento de Preferência Tarifária da UE, artigos 7 e 8.

## Trabalhadores em vários países
Enquanto o debate sobre as normas de trabalho aplicada pela OIT e a OMC procura o equilíbrio de normas com livre circulação de capitais a nível global, questões de direito internacional privado, em que os trabalhadores deslocam-se de seu país para ir para ir ao estrangeiro. Se um trabalhador da América realiza parte do seu trabalho no Brasil, China e Dinamarca ou se um trabalhador é admitido, no Equador, para funcionar como um expatriado na França, um empregador pode procurar caracterizar o contrato de trabalho como sendo regido pela lei do país em que os direitos trabalhistas são menos favoráveis para o trabalhador ou procurar argumentar que o sistema de direitos trabalhistas mais favorável não se aplica. 
Sob o artigo 8 do Regulamento de Roma, da União Europeia, os trabalhadores terão direitos trabalhistas do país onde habitualmente trabalham. Mas, excepcionalmente, eles podem reclamar em outro país se eles puderem estabelecer uma conexão íntima com ele. O Regulamento salienta que as regras devem ser aplicadas com a finalidade de proteger o trabalhador.
Também é necessário que um tribunal tenha competência para julgar uma reclamação. Sob o Regulamento de Bruxelas, artigo 19, isso requer que o trabalhador trabalhe habitualmente no local onde a reivindicação é trazida ou seja contratado lá.